# Egon Wellesz

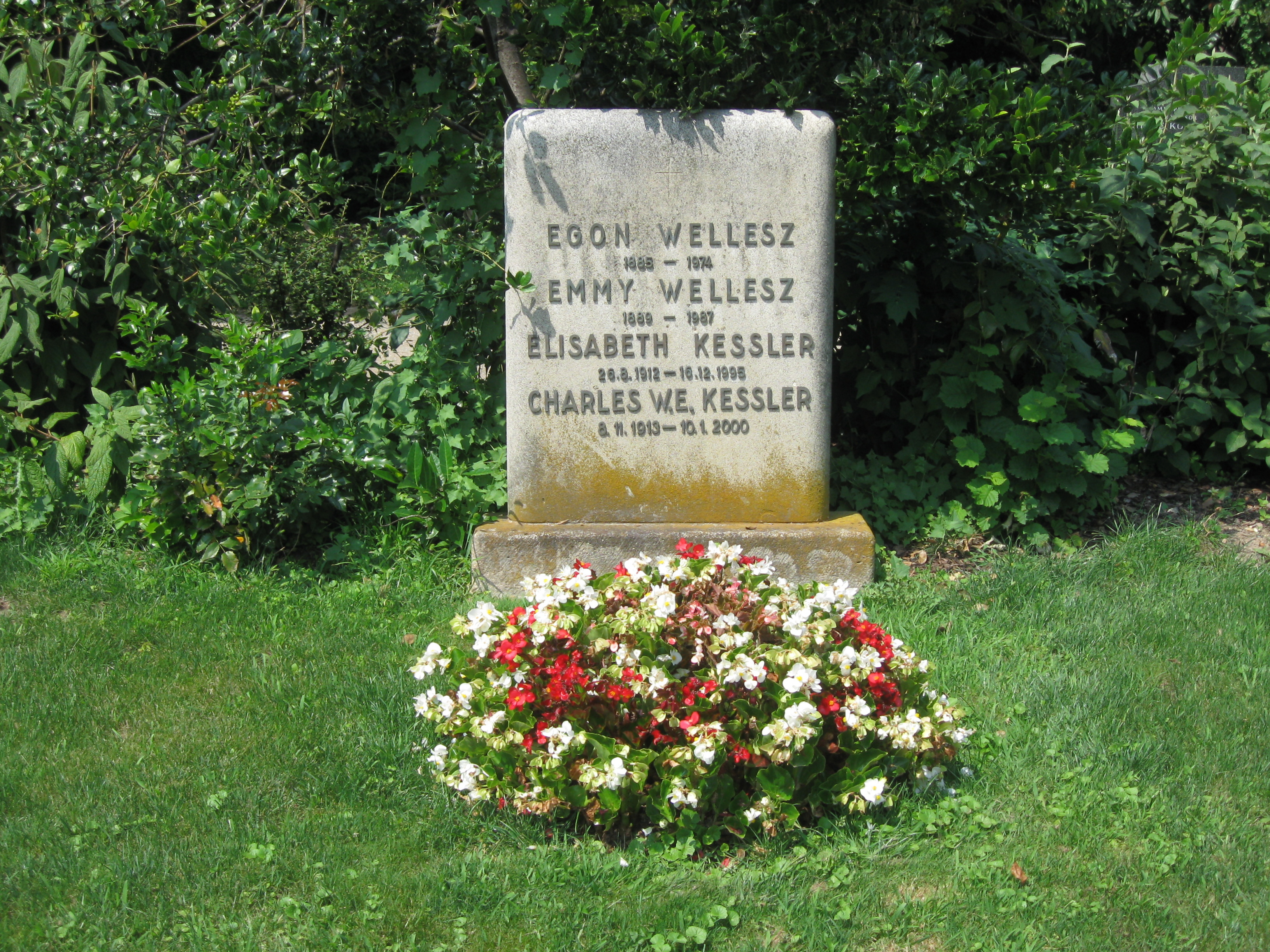
Familiegraf van Wellesz

Egon Wellesz (Wenen, 21 oktober 1885 – Oxford, 8 november 1974) was een Britse componist en musicoloog, die  Oostenrijker was van geboorte.

## Biografie
Hij studeerde bij Carl Frühling en Guido Adler in Wenen. Al zeer vroeg was hij sterk geïnteresseerd in opera. Deze interesse culmineerde in zijn Essays on Opera (1950). Hij kreeg privéles van Arnold Schönberg, die hem zeer beïnvloedde. Wellesz paste in zijn composites wel seriële technieken toe, maar kan geen 12-toonscomponist worden genoemd.
Al vanaf 1918, toen hij professor aan de Universiteit van Wenen was geworden, componeerde hij. De Anschluss in 1938 was een bedreiging voor hem, omdat hij van gedeeltelijk Joodse ouders was. Daarnaast werd zijn muziek "te modern" en "entartet" geacht. Hij vluchtte naar Engeland en vestigde zich in Oxford. In 1946 nam hij de Britse nationaliteit aan. Hij genoot daar grote populariteit en kreeg de eretitel 'Fellow of Lincoln College'.
Wellesz’ grootste invloed op de perceptie van opera was Gustav Mahler. Gedurende diens dienstverband aan de Wiener Hofoper, tot 1907, werden vele aanspreekmakende opera’s opgevoerd die Wellesz allemaal bezocht. Andere invloeden uit die tijd waren Schönberg en Richard Strauss. Diens librettist Hugo von Hofmannsthal schreef in de jaren 1920 enige teksten en scenario's voor Wellesz’ dramatische werken.
In 1961 werd hem de Grote Oostenrijkse Staatsprijs toegekend.

## Werken
Wellesz schrok niet terug voor de grootsheid van de onderwerpen waarover hij opera's schreef. Het hoorde bij, in zijn eigen woorden, zijn "jeugdige overmoed". In de tien jaar tussen 1921 en 1931 zag Wellesz al zijn theaterwerken, op een na, opgevoerd worden. Hieronder bevonden zich vijf van zijn zes opera's en alle vier balletmuzieken. In die tijd was er een enorme experimenteerdrift op het gebied van de ontwikkeling van de 20e-eeuwse opera in relatie tot Griekse mythologie. Voorbeelden in Wellesz’ werk zijn de opera’s Alkestis en Die Bakchantinnen.
In de jaren 1930 veranderde het muziekklimaat in Wenen zodanig dat dit meer en meer conservatief werd. Dit was een reactie op de Grote Depressie en een voorbode voor de omwenteling die Oostenrijk in 1938 te wachten stond. Componisten als Wellesz kregen daardoor minder aandacht dan in de jaren 1920. Na 1931 schreef hij geen belangrijke opera meer.
Na Wellesz’ gedwongen verhuizing naar Engeland werd hij vooral bekend als musicoloog in Byzantijnse muziek en Grieks drama. Vanaf 1945 stortte hij zich in een nieuwe ontwikkelingsfase: die van symfonicus. Tussen 1945 en 1971 voltooide hij negen symfonieën en nog enkele andere symfonische werken.
Op het Duitse cd-label CPO zijn alle symfonieën van Wellesz verschenen, uitgevoerd door het Radio-Symphonieorchester Wien o.l.v. Gottfried Rabl.

## Lijst van opera’s en balletten
- Das Wunder der Diana op.18 (ballet, script van Balasz), 1924;
- Die Prinzessin Girnara op.27 (opera, libretto van Wassermann), 1921;
- Persisches Ballett op.30 (ballet, script van Tels), 1924;
- Achilles auf Skyros, op.33 (ballet, script van Hofmannsthal), 1926;
- Alkestis op.35 (opera, libretto van Hofmannsthal, naar Euripides), 1924;
- Die Nächtligen op.37 (ballet, script van Terpis), 1924;
- Der Opferung des Gefangenen op.40 (opera, libretto van Stucken, naar een Aztekenlegende), 1926;
- Scherz, List und Rache op.41 (opera, naar Goethe), 1928;
- Die Bakchantinnen op.44 (opera, libretto van Wellesz, naar Euripides), 1931;
- Incognita op.69 (opera, libretto van Mackenzie, naar Congreve), 1951

## Lijst van orkestwerken
- Sinfonischer Prolog, op.2, 1905;
- Vorfrühling, op.12, 1911;
- Suite, op.16, 1914;
- Festlicher Marsch, 1929;
- Pianoconcert, op.49, 1934;
- Prosperos Beschwörungen, op.53, 1938;
- Symfonie #1, op.62, 1945;
- Symfonie #2 ’The English’, op.65, 1948;
- Symfonie #3, op.68, 1951;
- Symfonie #4 (Symphonia Austriaca), op.70, 1952;
- Symfonie #5, op.75, 1956;
- Vioolconcert, op.84, 1961;
- Music for strings, op.91, 1964;
- Symfonie #6, op.95, 1965;
- Symfonie #7, op.102, 1968;
- Divertimento for chamber orchestra, op.107, 1969;
- Symphonic Epilogue, op.108, 1969;
- Symfonie #8, op.110, 1970;
- Symfonie #9, op.111, 1971

## Vocale muziek
- Mitte des Lebens, voor sopraan, koor en orkest, op.45, 1931;
- Amor timido (naar Metastasio), voor sopraan en orkest, op.50, 1934;
- Lied der Welt (tekst: Hofmannsthal), voor sopraan en orkest, op.54, 1935;
- Leben, Trauern und Tod (tekst: Hofmannsthal), voor alt en orkest, op.55, 1935;
- Four songs of return (tekst: Mackenzie), voor sopraan en klein ensemble, op.85, 1961;
- Vision (tekst: Trakl), voor sopraan en orkest, op.99, 1966